# Clerodendrum inerme
Espèce
Classification phylogénétique
Clerodendrum inerme, ou Volkameria inermis, est une espèce de plantes à fleurs de la famille des Verbénacées, selon la classification classique, ou des Lamiacées, selon la classification phylogénétique. C'est un arbuste tropical originaire des plages en bordure de mer de l'Asie du Sud-Est, du nord de l'Australie et de Nouvelle-Calédonie

## Description
C'est un arbuste pouvant atteindre environ 3 m de haut. Les tiges sont quadrangulaires. Les grandes feuilles simples peuvent mesurent 10 cm de long. Il donne des fleurs blanches. Le fruit est une drupe ovoïde.

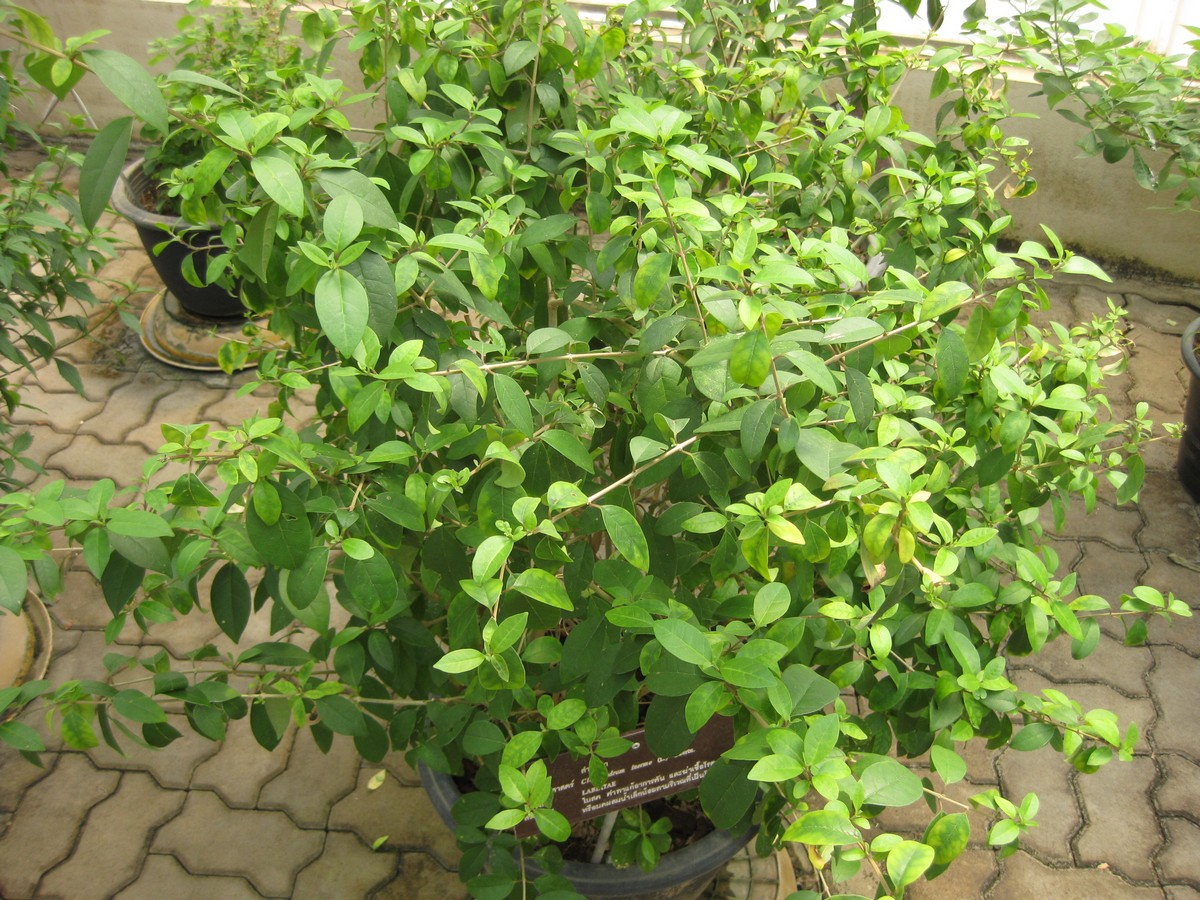
Jeune arbuste en pot, au Jardin botanique de la reine Sirikit, en Thaïlande.